# Mîrne, Borîspil
Mîrne (în ucraineană Мирне) este localitatea de reședință a comunei Mîrne din raionul Borîspil, regiunea Kiev, Ucraina.

## Demografie
Componența lingvistică a localității Mîrne
     Ucraineană (95,11%)
     Rusă (4,29%)
     Alte limbi (0,48%)
Conform recensământului din 2001, majoritatea populației localității Mîrne era vorbitoare de ucraineană (95,11%), existând în minoritate și vorbitori de rusă (4,29%).